# Sotres
Sotres è una località e parrocchia civile del consiglio (concejo) spagnolo di Cabrales, nelle Asturie.

## Geografia fisica
La località di Sotres si trova in una valle a circa 19 km da Carreña, il capoluogo del consiglio (concejo). Percorrendo una strada in buone condizioni, a circa un chilometro da essa, si può andare agli Invernales del Texu e agli Invernales del Cabao, un gruppo di circa 15 edifici ciascuno. Considerata una delle città più alte del Principato, è situata a 1 050 metri sul livello del mare.